# Dasychira trimaculata
Dasychira trimaculata är en fjärilsart som beskrevs av Seriba 1921. Dasychira trimaculata ingår i släktet Dasychira och familjen tofsspinnare. Inga underarter finns listade i Catalogue of Life.